# Claire Booth
Pour les articles homonymes, voir Booth.
Claire Windsor, de son mariage, comtesse d'Ulster, née Claire Alexandra Booth le 29 décembre 1977 à Sheffield, médecin de profession. Elle est l'épouse d'Alexander Windsor, comte d'Ulster, membre de la famille royale britannique.

## Biographie

### Famille
Issue de la gentry par sa famille paternelle, une branche de la famille Booth of Dunham Massey, vieille lignée de la noblesse du Cheshire, elle est l'aînée des deux filles de Robert Booth, expert-comptable, et sa femme, Barbara Patricia Hitchen.

### Carrière de médecin
Claire Booth obtient ses diplômes de médecine MB et BS, ainsi qu'une maîtrise universitaire MSc en 2007 et un PhD en 2012 à l'université de Londres. Elle exerce en tant que médecin-pédiatre.

### Mariage et descendance
Le 22 juin 2002, elle épouse le major Alexander Windsor, comte d'Ulster, seul fils et héritier du prince Richard, 2e duc de Gloucester, avec lequel elle a deux enfants :
- Xan Windsor, baron Culloden, né le 12 mars 2007.
- Cosima Windsor, née le 20 mai 2010.